# Curiosa dominicana
Curiosa é um gênero de coleóptero da tribo Curiini (Cerambycinae).

## Sistemática
- Ordem Coleoptera
  - Subordem Polyphaga
    - Infraordem Cucujiformia
      - Superfamília Chrysomeloidea
        - Família Cerambycidae
          - Subfamília Cerambycinae
            - Tribo Curiini
              - Gênero Curiosa
                - Curiosa dominicana